# Kociha
Kociha es un municipio del distrito de Rimavská Sobota en la región de Banská Bystrica, Eslovaquia, con una población estimada a final del año 2024 de 193 habitantes.
Se encuentra ubicado al este de la región, en la cuenca hidrográfica del río Sajó —un afluente derecho del río Tisza— y cerca de la frontera con la región de Košice y con Hungría.

## Demografía
| Año        | 1994 | 2004    | 2014    | 2024    |
| ---------- | ---- | ------- | ------- | ------- |
| Población  | 245  | 230     | 213     | 193     |
| Diferencia |      | −6,12 % | −7,39 % | −9,38 % |

| Año        | 2023 | 2024    |
| ---------- | ---- | ------- |
| Población  | 195  | 193     |
| Diferencia |      | −1,02 % |